# Kadilo
Kadílo je organska snov, ki pri sežiganju oddaja aromatičen dim. Med ustrezne snovi sodijo različne vrste aromatičnega lesa, smole, listi, rastlinski plodovi, olja, pa tudi kemični pripravki.
Kadilo se že od pradavnine uporablja za polepšanje različnih svečanih obredov, zlasti pri bogoslužju. Ljudje so že od nekdaj v dimu, ki se dviga proti nebu, videli simbol molitve, ki se od človeka dviga k bogu.
Kadila različnih vrst so znana tako rekoč po vsem svetu in v vseh kulturah. V Aziji je pogosta oblika dišavna palčka.
Pri krščanskem bogoslužju se kadilo žge v posebni pripravi – kadilnici. Kadilo, ki se uporablja pri tem (sveto kadilo), je po navadi pripravljeno iz rastline z znanstvenim imenom Boswellia sacra.
Iz rastline Boswellia serrata (Indijska bozvelija) se pridobiva homeopatsko sredstvo Olibanum in H15-ayurvedica. Oboje se uporablja pri zdravljenju vnetnih procesov, zmanjšanju edemov, dopolnilno pri zdravljenju možganskega raka. 